# 金子統昭
金子統昭（日语：／ Kaneko Nobuaki，1981年6月5日—），舊藝名及本名為金子信昭，別名金子統昭，是RIZE樂隊成員之一，團中擔任鼓手，RIZE樂隊被日本最大的音樂刊物票選為“21世紀最偉大的New-Rock新聲”。
和弟弟kenken相反的是，統昭是RIZE樂隊成員中唯一一個沒有刺青和耳洞的。父親約翰尼吉長（藝名，本名吉長信喜，已故）亦是鼓手，母親金子麻里（本名真利）是歌手。
2009年開始solo活動，發行「オルカ」、「Historia」、「Fauve」三張作品。2016年舉行Tour 2016 “Fauve"。
亦跨足戲劇，演過軍師官兵衛，樂園，金田一少年事件簿「秘寶島殺人事件」，世界奇妙物語2014年春之特別篇，殺手餐廳，大整型家，大奧，零秒出手，麒麟來了，今際之國的闖關者等作品。

## 來源
1. ↑  memeonmusic. . MeMeOn Music. 2016-06-21  [2017-02-24]. （原始内容存档于2020-12-05）.

## 外部連結
- NHK訪問 （日語）
- Skream個人訪問 （页面存档备份，存于） （日語）